# Élections législatives de 1968 dans la Seine-Saint-Denis
Les élections législatives françaises de 1968 se déroulent les 23 et 30 juin 1968. Dans le département de la Seine-Saint-Denis, neuf députés sont à élire dans le cadre de neuf circonscriptions.

## Élus
| Circonscription | Député sortant   | Parti | Parti | Député élu ou réélu | Parti | Parti |
| --------------- | ---------------- | ----- | ----- | ------------------- | ----- | ----- |
| 1re             | Étienne Fajon    |       | PCF   | Étienne Fajon       |       | PCF   |
| 2e              | Fernand Grenier  |       | PCF   | Marcelin Berthelot  |       | PCF   |
| 3e              | Waldeck Rochet   |       | PCF   | Waldeck Rochet      |       | PCF   |
| 4e              | Maurice Nilès    |       | PCF   | Maurice Nilès       |       | PCF   |
| 5e              | Roger Gouhier    |       | PCF   | Robert Calméjane    |       | UDR   |
| 6e              | Jean Lolive      |       | PCF   | Jean Lolive         |       | PCF   |
| 7e              | Louis Odru       |       | PCF   | Louis Odru          |       | PCF   |
| 8e              | Robert Ballanger |       | PCF   | Robert Ballanger    |       | PCF   |
| 9e              | Raymond Valenet  |       | UDR   | Raymond Valenet     |       | UDR   |

## Résultats

### Résultats à l'échelle du département
| Parti          | Parti                                           | Premier tour | Premier tour | Second tour | Second tour | Sièges |
| Parti          | Parti                                           | Voix         | %            | Voix        | %           | Sièges |
| -------------- | ----------------------------------------------- | ------------ | ------------ | ----------- | ----------- | ------ |
|                | Union pour la défense de la République          | 182 359      | 37,45        | 173 953     | 49,18       | 2      |
|                | Républicains indépendants                       | 4 700        | 0,97         |             |             | 0      |
|                | Modérés                                         | 1 556        | 0,32         | 0           |             |        |
|                | Union des républicains de progrès               | 188 615      | 38,73        | 173 953     | 49,18       | 2      |
|                |                                                 |              |              |             |             |        |
|                | Section française de l'Internationale ouvrière  | 37 861       | 7,78         | Retrait     | Retrait     | 0      |
|                | Parti radical                                   | 4 323        | 0,89         |             |             | 0      |
|                | Fédération de la gauche démocrate et socialiste | 42 184       | 8,66         |             |             | 0      |
|                |                                                 |              |              |             |             |        |
|                | Parti communiste français                       | 194 579      | 39,96        | 179 758     | 50,82       | 7      |
|                | Progrès et démocratie moderne                   | 30 371       | 6,24         |             |             | 0      |
|                | Parti socialiste unifié                         | 25 870       | 5,31         | 0           |             |        |
|                | Divers                                          | 5 323        | 1,09         | 0           |             |        |
|                |                                                 |              |              |             |             |        |
| Inscrits       | Inscrits                                        | 613 427      | 100,00       | 486 541     | 100,00      | 9      |
| Abstentions    | Abstentions                                     | 120 195      | 19,59        | 121 076     | 24,89       |        |
| Votants        | Votants                                         | 493 232      | 80,41        | 365 465     | 75,11       |        |
| Blancs et nuls | Blancs et nuls                                  | 6 290        | 1,28         | 11 754      | 3,22        |        |
| Exprimés       | Exprimés                                        | 486 942      | 98,72        | 353 711     | 96,78       |        |

### Résultats par circonscription

#### Première circonscription (Saint-Ouen)
| Candidat       | Candidat                    | Parti          | Premier tour | Premier tour | Second tour | Second tour |  |
| Candidat       | Candidat                    | Parti          | Voix         | %            | Voix        | %           |  |
| -------------- | --------------------------- | -------------- | ------------ | ------------ | ----------- | ----------- |  |
|                | Étienne Fajon sortant réélu | PCF            | 21 598       | 42,8         | 25 670      | 57,17       |  |
|                | Henri Bonneville            | UDR (URP)      | 18 544       | 36,75        | 19 233      | 42,83       |  |
|                | Gilbert Bonnemaison         | FGDS (SFIO)    | 5 448        | 10,8         |             |             |  |
|                | Daniel Mignot               | PSU            | 2 659        | 5,27         |             |             |  |
|                | Jacques Pèze                | TD             | 2 215        | 4,39         |             |             |  |
|                |                             |                |              |              |             |             |  |
| Inscrits       | Inscrits                    | Inscrits       | 62 449       | 100,00       | 62 440      | 100,00      |  |
| Abstentions    | Abstentions                 | Abstentions    | 11 310       | 18,11        | 15 971      | 25,58       |  |
| Votants        | Votants                     | Votants        | 51 139       | 81,89        | 46 469      | 74,42       |  |
| Blancs et nuls | Blancs et nuls              | Blancs et nuls | 675          | 1,32         | 1 566       | 3,37        |  |
| Exprimés       | Exprimés                    | Exprimés       | 50 464       | 98,68        | 44 903      | 96,63       |  |

#### Deuxième circonscription (Saint-Denis)
| Candidat       | Candidat               | Parti          | Premier tour | Premier tour | Second tour | Second tour |  |
| Candidat       | Candidat               | Parti          | Voix         | %            | Voix        | %           |  |
| -------------- | ---------------------- | -------------- | ------------ | ------------ | ----------- | ----------- |  |
|                | Marcelin Berthelot élu | PCF            | 17 323       | 49,86        | 18 672      | 60,76       |  |
|                | Charles-Raymond Faget  | UDR (URP)      | 12 098       | 34,82        | 12 059      | 39,24       |  |
|                | Gilbert Pallier        | PSU            | 2 798        | 8,05         |             |             |  |
|                | Madeleine Desmedt      | FGDS (SFIO)    | 2 522        | 7,26         |             |             |  |
|                |                        |                |              |              |             |             |  |
| Inscrits       | Inscrits               | Inscrits       | 43 534       | 100,00       | 43 523      | 100,00      |  |
| Abstentions    | Abstentions            | Abstentions    | 8 098        | 18,6         | 11 995      | 27,56       |  |
| Votants        | Votants                | Votants        | 35 436       | 81,4         | 31 528      | 72,44       |  |
| Blancs et nuls | Blancs et nuls         | Blancs et nuls | 695          | 1,96         | 797         | 2,53        |  |
| Exprimés       | Exprimés               | Exprimés       | 34 741       | 98,04        | 30 731      | 97,47       |  |

#### Troisième circonscription (Aubervilliers)
|                | Waldeck Rochet sortant réélu | PCF            | 27 036 | 51,83  |  |  |  |
|                | Michel Marteau               | UDR (URP)      | 16 264 | 31,18  |  |  |  |
|                | Pierre Laroche               | CD (PDM)       | 4 300  | 8,24   |  |  |  |
|                | André Manzagol               | FGDS (SFIO)    | 2 289  | 4,39   |  |  |  |
|                | Bernard Pérochain            | PSU            | 2 274  | 4,36   |  |  |  |
|                |                              |                |        |        |  |  |  |
| Inscrits       | Inscrits                     | Inscrits       | 65 265 | 100,00 |  |  |  |
| Abstentions    | Abstentions                  | Abstentions    | 12 409 | 19,01  |  |  |  |
| Votants        | Votants                      | Votants        | 52 856 | 80,99  |  |  |  |
| Blancs et nuls | Blancs et nuls               | Blancs et nuls | 693    | 1,31   |  |  |  |
| Exprimés       | Exprimés                     | Exprimés       | 52 163 | 98,69  |  |  |  |

#### Quatrième circonscription (Bobigny)
|                | Maurice Nilès sortant réélu | PCF            | 26 407 | 53,03  |  |  |  |
|                | Guy David                   | UDR (URP)      | 14 812 | 29,74  |  |  |  |
|                | Jean Coville                | CD (PDM)       | 3 411  | 6,85   |  |  |  |
|                | Michel Lefranc              | PSU            | 2 263  | 4,54   |  |  |  |
|                | Pierre Duchet               | FGDS (SFIO)    | 2 193  | 4,4    |  |  |  |
|                | J.M. Degueldre              | TD             | 714    | 1,43   |  |  |  |
|                |                             |                |        |        |  |  |  |
| Inscrits       | Inscrits                    | Inscrits       | 61 549 | 100,00 |  |  |  |
| Abstentions    | Abstentions                 | Abstentions    | 11 112 | 18,05  |  |  |  |
| Votants        | Votants                     | Votants        | 50 437 | 81,95  |  |  |  |
| Blancs et nuls | Blancs et nuls              | Blancs et nuls | 637    | 1,26   |  |  |  |
| Exprimés       | Exprimés                    | Exprimés       | 49 800 | 98,74  |  |  |  |

#### Cinquième circonscription (Bondy)
| Candidat       | Candidat              | Parti          | Premier tour | Premier tour | Second tour | Second tour |  |
| Candidat       | Candidat              | Parti          | Voix         | %            | Voix        | %           |  |
| -------------- | --------------------- | -------------- | ------------ | ------------ | ----------- | ----------- |  |
|                | Robert Calméjane élu  | UDR (URP)      | 24 595       | 37,1         | 32 015      | 52,09       |  |
|                | Roger Gouhier sortant | PCF            | 19 290       | 29,1         | 29 449      | 47,91       |  |
|                | Claude Fuzier         | FGDS (SFIO)    | 9 381        | 14,15        | Retrait     | Retrait     |  |
|                | Alain Tillier         | CD (PDM)       | 5 107        | 7,7          |             |             |  |
|                | Yves Simon            | RI             | 4 700        | 7,09         |             |             |  |
|                | Jacques Auriat        | PSU            | 2 589        | 3,91         |             |             |  |
|                | Édouard de Mil        | TD             | 633          | 0,95         |             |             |  |
|                |                       |                |              |              |             |             |  |
| Inscrits       | Inscrits              | Inscrits       | 83 188       | 100,00       | 83 169      | 100,00      |  |
| Abstentions    | Abstentions           | Abstentions    | 16 288       | 19,58        | 19 467      | 23,41       |  |
| Votants        | Votants               | Votants        | 66 900       | 80,42        | 63 702      | 76,59       |  |
| Blancs et nuls | Blancs et nuls        | Blancs et nuls | 605          | 0,9          | 2 238       | 3,51        |  |
| Exprimés       | Exprimés              | Exprimés       | 66 295       | 99,1         | 61 464      | 96,49       |  |

#### Sixième circonscription (Bagnolet)
| Candidat       | Candidat                  | Parti          | Premier tour | Premier tour | Second tour | Second tour |  |
| Candidat       | Candidat                  | Parti          | Voix         | %            | Voix        | %           |  |
| -------------- | ------------------------- | -------------- | ------------ | ------------ | ----------- | ----------- |  |
|                | Jean Lolive sortant réélu | PCF            | 19 791       | 41,21        | 23 586      | 53,81       |  |
|                | Maurice Bellot            | UDR (URP)      | 17 690       | 36,83        | 20 242      | 46,19       |  |
|                | Raymond Édeline           | CD (PDM)       | 4 604        | 9,59         |             |             |  |
|                | Ulysse Pellat             | FGDS (SFIO)    | 3 476        | 7,24         |             |             |  |
|                | Michel Uranga             | PSU            | 2 469        | 5,14         |             |             |  |
|                |                           |                |              |              |             |             |  |
| Inscrits       | Inscrits                  | Inscrits       | 62 002       | 100,00       | 62 005      | 100,00      |  |
| Abstentions    | Abstentions               | Abstentions    | 13 448       | 21,69        | 16 797      | 27,09       |  |
| Votants        | Votants                   | Votants        | 48 554       | 78,31        | 45 208      | 72,91       |  |
| Blancs et nuls | Blancs et nuls            | Blancs et nuls | 524          | 1,08         | 1 380       | 3,05        |  |
| Exprimés       | Exprimés                  | Exprimés       | 48 030       | 98,92        | 43 828      | 96,95       |  |

#### Septième circonscription (Montreuil)
| Candidat       | Candidat                 | Parti          | Premier tour | Premier tour | Second tour | Second tour |  |
| Candidat       | Candidat                 | Parti          | Voix         | %            | Voix        | %           |  |
| -------------- | ------------------------ | -------------- | ------------ | ------------ | ----------- | ----------- |  |
|                | Jean-Marie Bernard       | UDR (URP)      | 23 119       | 44,45        | 23 914      | 49,11       |  |
|                | Louis Odru sortant réélu | PCF            | 20 595       | 39,6         | 24 776      | 50,89       |  |
|                | Paul Eliez               | FGDS (Radical) | 4 323        | 8,31         |             |             |  |
|                | André Sochon             | PSU            | 3 973        | 7,64         |             |             |  |
|                |                          |                |              |              |             |             |  |
| Inscrits       | Inscrits                 | Inscrits       | 68 146       | 100,00       | 68 149      | 100,00      |  |
| Abstentions    | Abstentions              | Abstentions    | 15 230       | 22,35        | 18 036      | 26,47       |  |
| Votants        | Votants                  | Votants        | 52 916       | 77,65        | 50 113      | 73,53       |  |
| Blancs et nuls | Blancs et nuls           | Blancs et nuls | 906          | 1,71         | 1 423       | 2,84        |  |
| Exprimés       | Exprimés                 | Exprimés       | 52 010       | 98,29        | 48 690      | 97,16       |  |

#### Huitième circonscription (Aulnay-sous-Bois)
| Candidat       | Candidat                       | Parti          | Premier tour | Premier tour | Second tour | Second tour |  |
| Candidat       | Candidat                       | Parti          | Voix         | %            | Voix        | %           |  |
| -------------- | ------------------------------ | -------------- | ------------ | ------------ | ----------- | ----------- |  |
|                | Robert Ballanger sortant réélu | PCF            | 23 888       | 40,01        | 28 805      | 51,03       |  |
|                | Pierre Olmeta                  | UDR (URP)      | 23 624       | 39,56        | 27 642      | 48,97       |  |
|                | Bernard Jeandidier             | CD (PDM)       | 5 376        | 9            |             |             |  |
|                | Jean-Claude Gallienne          | FGDS (SFIO)    | 3 816        | 6,39         |             |             |  |
|                | Gilberte Desnoyers             | PSU            | 3 008        | 5,04         |             |             |  |
|                |                                |                |              |              |             |             |  |
| Inscrits       | Inscrits                       | Inscrits       | 74 133       | 100,00       | 74 097      | 100,00      |  |
| Abstentions    | Abstentions                    | Abstentions    | 13 687       | 18,46        | 16 090      | 21,71       |  |
| Votants        | Votants                        | Votants        | 60 446       | 81,54        | 58 007      | 78,29       |  |
| Blancs et nuls | Blancs et nuls                 | Blancs et nuls | 734          | 1,21         | 1 560       | 2,69        |  |
| Exprimés       | Exprimés                       | Exprimés       | 59 712       | 98,79        | 56 447      | 97,31       |  |

#### Neuvième circonscription (Le Raincy)
| Candidat       | Candidat                       | Parti          | Premier tour | Premier tour | Second tour | Second tour |  |
| Candidat       | Candidat                       | Parti          | Voix         | %            | Voix        | %           |  |
| -------------- | ------------------------------ | -------------- | ------------ | ------------ | ----------- | ----------- |  |
|                | Raymond Valenet sortant réélu  | UDR (URP)      | 31 613       | 42,88        | 38 848      | 57,43       |  |
|                | Marie-Thérèse Goutmann         | PCF            | 18 651       | 25,3         | 28 800      | 42,57       |  |
|                | Alfred-Marcel Vincent          | FGDS (SFIO)    | 8 736        | 11,85        |             |             |  |
|                | Jean-François Carité           | CD (PDM)       | 7 573        | 10,27        |             |             |  |
|                | Denise Galloy                  | PSU            | 3 837        | 5,2          |             |             |  |
|                | André Pasqueron de Fommervault | Modérés        | 1 556        | 2,11         |             |             |  |
|                | Max Brandily                   | TD             | 997          | 1,35         |             |             |  |
|                | Henri Decésari                 | MPR            | 764          | 1,04         |             |             |  |
|                |                                |                |              |              |             |             |  |
| Inscrits       | Inscrits                       | Inscrits       | 93 161       | 100,00       | 93 158      | 100,00      |  |
| Abstentions    | Abstentions                    | Abstentions    | 18 613       | 19,98        | 22 720      | 24,39       |  |
| Votants        | Votants                        | Votants        | 74 548       | 80,02        | 70 438      | 75,61       |  |
| Blancs et nuls | Blancs et nuls                 | Blancs et nuls | 821          | 1,1          | 2 790       | 3,96        |  |
| Exprimés       | Exprimés                       | Exprimés       | 73 727       | 98,9         | 67 648      | 96,04       |  |